# Pachytriton inexpectatus
Espèce
Pachytriton inexpectatus est une espèce d'urodèles de la famille des Salamandridae. 

## Répartition
Cette espèce est endémique de République populaire de Chine. Elle se rencontre dans les provinces du Guangdong, du Hunan, du Guangxi et du Guizhou.

## Publication originale
- Nishikawa, Jiang, Matsui & Mo, 2011 : Unmasking Pachytriton labiatus (Amphibia: Urodela: Salamandridae), with description of a new species of Pachytriton from Guangki, China. Zoological Science, vol. 28, p. 453-461.